# Delito de derecho consuetudinario
Los delitos de derecho consuetudinario son delitos tipificados en el derecho penal inglés, en el derecho penal de algunos países de la Commonwealth y en algunas leyes estatales de Estados Unidos. Son delitos de derecho consuetudinario, desarrollados enteramente por los tribunales de justicia, que no tienen una base específica en la ley.

## Australia
En el derecho penal de Australia, la Ley del Código Penal de 1995 (Commonwealth) abolió todos los delitos de derecho común a nivel federal.  El Territorio de la Capital Australiana, el Territorio del Norte, Queensland, Tasmania y Australia Occidental también han abolido los delitos de derecho consuetudinario, pero siguen aplicándose en Nueva Gales del Sur, Australia Meridional y Victoria. Aunque en Nueva Gales del Sur siguen existiendo algunos delitos tipificados en el Derecho consuetudinario, en este Estado se han abolido muchos de ellos, por ejemplo, la prostitución nocturna, los disturbios, las peleas, el mantenimiento de casas obscenas, el champerty y la manutención, las escuchas a escondidas y ser una regañona común.

## Canadá
En Canadá, la consolidación del derecho penal en el Código Penal, promulgado en 1953, supuso la abolición de todos los delitos del common law excepto el desacato al tribunal (preservado por el artículo 9 del Código) y el desacato al Parlamento (preservado por el artículo 18 de la Ley Constitucional de 1867).

## Inglaterra y Gales
En Inglaterra y Gales, el programa de codificación del derecho penal de la Comisión Jurídica incluía el objetivo de abolir todos los delitos de derecho consuetudinario restantes y sustituirlos, en su caso, por delitos definidos con precisión por ley. Los delitos del common law se consideraban inaceptablemente vagos y susceptibles de ser desarrollados por los tribunales de forma que pudieran atentar contra el principio de certeza. Sin embargo, ni la Comisión de Derecho ni el Parlamento del Reino Unido han completado las revisiones necesarias de la ley, por lo que siguen existiendo algunos delitos de derecho consuetudinario. En Inglaterra y Gales, los delitos de common law se castigan con multas y penas de prisión ilimitadas.[cita requerida]
Los delitos de derecho consuetudinario que han sido abolidos o redefinidos como delitos legales se enumeran en Historia del Derecho penal inglés § Delitos de derecho consuetudinario.

### Lista de delitos tipificados en el Derecho anglosajón
Esta lista incluye delitos que han sido abolidos o codificados en una o varias o todas las jurisdicciones.
A
- Acoger a un fugitivo o a un delincuente
- Administración de drogas con intención de permitir o ayudar a la comisión de un delito
- Administración de veneno con intención de herir, agraviar o molestar a una persona
- Agresión
- Agresión común
- Agresión con intención de violación
- Agresión con intención de robo
- Asalto (reunión ilegal con intención de amotinarse)
- Asesinato

B
- Baratería
- Blasfemia

C
- Champerty
- Compounding a felony
- Compounding treason
- Conspiración

D
- Daño público (discutido - se considera que ya no existe)
- Desacato al tribunal, también conocido como desacato penal o contumacia
- Desacato al soberano
- Desafío a la lucha
- Detención forzosa
- Difamación (a veces conocida como difamación criminal, aunque puede referirse a varios delitos de difamación)
- Difamación blasfema
- Difamación obscena
- Difamación sediciosa

E
- Escuchas a escondidas
- Embaucamiento
- Encubrimiento
- Encubrimiento de delito grave (controvertido - supuestamente no existe)
- Encubrimiento de traición (discutido - supuestamente estatutario)
- Engaño
- Entrada forzosa
- Espionaje
- Extorsión

F
- Fabricación de pruebas falsas
- Falsificación
- Fuga de la custodia legal

G
- Gestión de una casa desordenada

H
- Homicidio
- Hurto

I
- Incendio intencionado y culpable e imprudente
- Incendio provocado
- Incitación
- Inhabilitación para cometer un delito grave (en otras palabras, asfixia o estrangulamiento)
- Intento de

L
- Latrocinio

M
- Mantenimiento
- Mayhem
- Molestia pública
- Motín

O
- Ocultamiento de tesoro

P
- Paseos nocturnos (para causar alarma)
- Pequeña traición
- Piratería

Q
- Quebrantamiento de condena (evasión con uso de fuerza)

R
- Rescate/recuperación de un preso detenido
- Reunión ilegal
- Riña
- Robo
- Robo con allanamiento de morada

S
- Secuestro
- Sedición
- Ser una regañona común
- Soborno
- Sodomía

U
- Ultraje a la decencia pública

V
- Violación

#### Delitos graves y faltas
- Abuso de autoridad
- Aceptación de un soborno
- No supervisar
- Conducta impropia
- Abandono del deber
- Deserción, Ausencia sin permiso
- Falta de comparecencia: citación, llamamiento a la milicia, notificación de jurado
- Falso encarcelamiento
- Insubordinación, No obedecer una orden legal
- Malversación de fondos
- Mala conducta en cargo público
- Obstrucción de la justicia, pervertir el curso de la justicia, frustrar los fines de la justicia, obstruir la administración de justicia
- Perjurio de juramento

## Nueva Zelanda
En Nueva Zelanda, el artículo 6 de la Ley del Código Penal de 1893 abolió la posibilidad de ser procesado en el common law por ser parte en un delito penal. El artículo 5 de la Ley de delitos de 1908 (que sustituyó a la de 1893) y el artículo 9 de la Ley de delitos de 1961 (que sustituyó a la de 1908) afirmaron la abolición de los procedimientos penales de common law, con la excepción del desacato a los tribunales y de los delitos juzgados por consejos de guerra.

## Estados Unidos
El Tribunal Supremo de EE. UU. declaró inconstitucional la noción de que los delitos de derecho consuetudinario pudieran aplicarse en los tribunales federales en United States v. Hudson and Goodwin, 11 U.S. 32 (1812). No obstante, en 1829, una mujer, Anne Royall, fue declarada culpable de ser una regañona común en Washington D. C.; un periódico pagó su multa. Algunos han argumentado que los delitos de derecho consuetudinario son incompatibles con la prohibición de las leyes ex post facto.
A nivel estatal, la situación varía. Algunos estados, como Nueva Jersey, han abolido los delitos de derecho consuetudinario (véase Estado contra Palendrano), mientras que otros han optado por seguir reconociéndolos. En algunos estados, los elementos de muchos delitos están definidos en su mayor parte o en su totalidad por el derecho consuetudinario, es decir, por decisiones judiciales anteriores. Por ejemplo, el código penal de Michigan no define el delito de asesinato: mientras que las penas por asesinato se establecen en la ley, los elementos reales del asesinato, y su significado, se establecen en su totalidad en la jurisprudencia.